# Mac OS
|  | No s'ha de confondre amb Mac OS X. |

Mac OS (de l'anglès Macintosh Operating System, en català Sistema Operatiu de Macintosh) és el nom del sistema operatiu creat per Apple per a la seva línia d'ordinadors Macintosh, també aplicat retroactivament a les versions anteriors a System 7.6, i que va aparèixer per primera vegada en System 7.5.1. És conegut per haver estat un dels primers sistemes dirigits al gran públic a comptar amb una interfície gràfica composta per la interacció del mouse amb finestres, icones i menús.
Deliberada a l'existència del sistema operatiu en els primers anys de la seva línia Macintosh en favor que la màquina resultés més agradable a l'usuari, diferenciant-ho d'altres sistemes contemporanis, com MS-DOS, que eren un desafiament tècnic. L'equip de desenvolupament del Mac OS original incloïa a Bill Atkinson, Jef Raskin i Andy Hertzfeld.
Est va ser el començament del Mac OS clàssic, desenvolupat íntegrament per Apple, la primera versió del qual va veure la llum en 1985. El seu desenvolupament s'estendria fins a la versió 9 del sistema, llançada en 1999. A partir de la versió 10 (Mac OS X), el sistema va canviar la seva arquitectura totalment i va passar a basar-se en Unix, no obstant això la seva interfície gràfica manté molts elements de les versions anteriors.
Hi ha una gran varietat de versions sobre com va ser desenvolupat el Mac OS original i on es van originar les idees subjacents. Malgrat això, documents històrics proven l'existència d'una relació, en els seus inicis, entre el projecte Macintosh i el projecte Alto de Xerox PARC. Les contribucions inicials del Sketchpad de Ivan Sutherland i el On-line System de Doug Engelbart també van ser significatives.

## Versions
Abans de la introducció dels últims sistemes basats en el microprocessador PowerPC G3, parts significatives del sistema s'emmagatzemaven en la memòria física de només lectura de la placa base. El propòsit inicial d'això va ser evitar l'ús de la capacitat d'emmagatzematge limitada dels disquets de suport al sistema, atès que els primers ordinadors Macintosh no tenien disc dur. Solament el model Macintosh Classic de 1991, podia ser iniciat des de la memòria ROM. Aquesta arquitectura també va permetre una interfície de sistema operatiu totalment gràfica en el nivell més baix, sense la necessitat d'una consola de només text o la manera de comandos de línia. Els errors en temps d'arrencada, com la recerca d'unitats de disc que no funcionaven, es van comunicar a l'usuari de manera gràfica, generalment amb una icona o amb missatges amb el tipus de lletra Chicago i un Timbre de la mort o una sèrie de xiuletades. Això contrastava amb els PCs de l'època, que mostraven tals missatges amb un tipus de lletra mico-espaiada sobre un fons negre, i que requerien l'ús del teclat i no d'un ratolí, per a l'entrada. Per proporcionar tals detalls en un nivell baix, el Mac OS depenia de programari de la base del sistema gravat en la ROM de la placa base, la qual cosa més tard va ajudar a garantir que només els ordinadors d'Apple o els clons sota llicència (amb el contingut de la memòria ROM protegit per drets d'autor d'Apple, poguessin executar el Mac OS).
El Mac OS pot ser dividit en dues famílies:
- La família Mac OS Classic, basada en el codi propi de Apple Computer.
- El Sistema Operatiu Mac OS X, desenvolupat a partir de la família Mac OS Classic i NeXTSTEP, el qual estava basat en UNIX.

### "Classic" Mac OS (1984-2003)
El "Mac OS clàssic" es caracteritza per la seva falta total d'una línia d'ordres; és un Sistema Operatiu completament d'extensions. Mac OS podria ser un llarg procés d'assaig i error.
El Macintosh original utilitzava el Macintosh File System (MFS), un sistema d'arxius pla amb un sol nivell de carpetes o directoris. Aquest sistema va ser ràpidament reemplaçat en 1985 pel HFS, que tenia un veritable sistema d'arbre de directori. Tots dos sistemes d'arxius són compatibles.
La majoria dels sistemes d'arxius utilitzats amb el DOS, Unix o altres sistemes operatius tracten a un arxiu com una simple seqüència de bytes, la qual cosa requereix una aplicació per saber què bytes representen com tipus d'informació. Per contra, MFS i HFS donen als arxius dos bifurcacions. La bifurcació de dades conté el mateix tipus d'informació com altres sistemes d'arxius, tals com el text d'un document o els mapes de bits d'un arxiu d'imatge. La bifurcació de recursos conté altres dades estructurades, tals com les definicions de menús, gràfics, sons o segments de codi. Un arxiu pot consistir solament dels recursos amb de dades buida, o només una bifurcació de dades, sense bifurcació de recursos. Un arxiu de text pot contenir el seu text en la bifurcació de dades i la informació d'estil en la bifurcació de recursos, de manera que una aplicació, que no reconeix la informació d'estil, encara pot llegir el text sense format. D'altra banda, aquestes bifurcacions proporcionen un repte per a la interoperabilitat amb altres sistemes operatius; el copiat d'un arxiu des d'un sistema Mac a un altre diferent, ho despulla de la seva bifurcació de recursos, requerint de sistemes de codificació tals com BinHex i MacBinary.
Les versions per a la plataforma PowerPC de Mac OS X fins a, i incloent, Mac OS X v10.4 Tiger no posseeixen una capa de compatibilitat per executar les aplicacions més antigues de Mac, anomenat l'entorn Classic. Aquest entorn executa una còpia completa del Mac OS, versió 9.1 o posterior, en un procés de Mac OS X. Els Macintosh basats en la plataforma PowerPC tenien el Mac OS 9.2 preinstal·lat així com el Mac OS X. El Mac OS 9.2 va haver de ser instal·lat per l'usuari, ja que no s'instal·lava, per defecte, en les revisions de maquinari presentades després del llançament de Mac OS X 10.4 Tiger. La majoria de les aplicacions "clàssiques" ben escrites funciona correctament en aquest entorn, però la compatibilitat solament s'assegura si el programari va ser escrit sense tenir en compte el maquinari actual, i per interactuar únicament amb el sistema operatiu. L'Entorn Classic no està disponible en sistemes Macintosh basats en plataformes d'Intel, a causa de la incompatibilitat del Mac OS 9 amb el maquinari x86.
Els usuaris del Mac OS Classic en general, van actualitzar les seves màquines a Mac OS X, però molts van criticar a aquest últim per ser més difícil i menys amigable amb l'usuari que l'original sistema operatiu Mac, per la falta de certes característiques que no havien estat re-implementades en el nou sistema operatiu, o per ser més lent en el mateix maquinari (especialment el més antic) o uns altres, o incompatibilitats, de vegades greus amb l'antic sistema operatiu. A causa que els controladors (per a impressores, escàners, tauletes, etc), escrits per als antics Mac OS no són compatibles amb Mac OS X, i a causa de la falta de suport per Mac OS X per a màquines més antigues d'Apple, un nombre significatiu d'usuaris de Macintosh segueix utilitzant l'antic Mac OS Clàssic. Però per a l'any 2005, s'havia informat que gairebé tots els usuaris de sistemes capaços d'executar Mac OS X l'estan fent, amb només una petita fracció executant el Mac OS Classic.
El juny de 2005, Steve Jobs va anunciar en l'obertura de la Conferència Mundial de Desenvolupadors d'Apple que l'empresa faria la transició de la plataforma PowerPC a processadors Intel i, per tant, deixaria de costat la compatibilitat de les noves màquines per Mac OS Classic. En la mateixa conferència, Jobs va anunciar kits de transició per a desenvolupadors que incloïen versions beta del programari d'Apple, incloent Mac OS X que els desenvolupadors podien utilitzar per provar les seves aplicacions, mentre les transportaven per executar-les en ordinadors Mac amb processadors Intel. Al gener de 2006, Apple va llançar els primers ordinadors Macintosh amb processadors Intel, un iMac i el MacBook Pro, i al mes següent, Apple va llançar un mini Mac amb un processador Intel Core Solo i Duo. El 16 de maig de 2006, Apple va llançar el MacBook, abans de completar la transició a Intel el 7 d'agost amb el Mac Pro. Per facilitar la transició per als primers compradors de les noves màquines, els equips Mac basats en Intel inclouen una tecnologia d'emulació anomenada Rosetta, que els permet executar programari de Mac OS X que va ser compilat per a sistemes Macintosh basats en PowerPC. Rosetta s'executa de forma transparent, creant una experiència d'usuari idèntica a la d'executar el programari en una màquina PowerPC, encara que l'execució és més lenta que amb codi natiu.

### Mac OS X
És el sistema operatiu més nou d'Apple. Encara que oficialment és designat com a "versió 10" del Mac OS, té una història en gran manera independent de les versions anteriors de Mac OS. És el successor del Mac OS 9 i del Mac OS Classic. Es tracta d'un Sistema Operatiu Unix, basat en el sistema operatiu NeXTSTEP i el Nucli Mach que Apple va adquirir després de la compra de NeXT, en tornar el seu director general Steve Jobs a Apple en aquest moment. Mac OS X també fa ús del codi base de BSD. De moment existeixen 16, sent la més recent MacOs 10.15 trucada "Catalina", MacOs 10.14 trucada "Mojave", MacOS 10.13 trucada "High Sierra", "MacOS 10.12 trucada "Sierra". Abans va haver-hi Mac OS X 10.11 ("El Capità"), Mac OS X 10.10 ("Yosemite"), 10.9 "Mavericks", 10.8 "Mountain Lion", 10.7 "Lion", 10.6 "Snow Leopard", 10.5 "Leopard", 10.4 "Tiger", 10.3 "Panther", 10.2 "Jaguar", 10.1 ("Puma"), i 10.0 ("Cheetah").
Mac OS X també ha tingut sis alliberaments significatius com una versió de servidor, cridada Mac OS X Server. El primer d'ells, Mac OS X Server 1.0, va ser llançat en versió beta en 1999. Les versions de servidor són, en arquitectura, idèntiques a les versions de client, amb la diferència en la inclusió d'eines per a administració de servidors, incloent eines per a la gestió de sistemes basats en Mac OS X com a servidors de grups de treball, servidors de correu i servidors web, entre altres eines. És actualment el sistema operatiu per defecte per al maquinari de servidor Xserve, i com a característica opcional en el Mac Mini, així com instal·lable en la majoria d'altres Macs. A diferència de la versió de client, Mac OS X Server es pot executar en una màquina virtual utilitzant un programari d'emulació com Parallels Desktop.
Mac OS X és també la base del iOS, anteriorment conegut com el Sistema Operatiu del iPhone, el iPod Touch i el iPad, així com la base per al sistema operatiu utilitzat en el Apple TV.

## Projecte Star Trek
Un aspecte interessant de la història del Mac OS clàssic va ser un prototip secret relativament desconegut en el qual Apple va començar a treballar en 1992, el nom del qual en codi va ser Star Trek. L'objectiu d'aquest projecte era crear una versió de Mac OS que s'executés en ordinadors personals x86 compatibles amb Intel. La intenció de l'alliberament en col·laboració amb Novell, era proporcionar compatibilitat DUES, en suport de les aplicacions DOS existents en la plataforma. En aquest moment, Novell DOS estava perdent quota de mercat ja que els clients s'actualitzaven a Windows. Una combinació de Mac OS i Novell DUES es va considerar una alternativa. El projecte va ser de curta durada, i es va cancel·lar solament un any més tard a principis de 1993, quan el nou CEO d'Apple va canviar d'estratègia. L'equip va ser capaç de fer que el Macintosh Finder i algunes aplicacions bàsiques, com QuickTime, funcionessin a la perfecció en un PC. Part del codi d'aquest esforç va ser reutilitzat més tard quan es va migrar Mac OS a la plataforma PowerPC.
Quinze anys després del projecte Star Trek, va ser inclòs oficialment el suport a l'arquitectura x86 en el Mac OS i després Apple va traslladar tots els ordinadors d'escriptori per a l'arquitectura x86. Aquest no va ser el resultat d'anteriors esforços del Projecte Star Trek.

## Emulació del processador 68000
A pesar que el programari Star Trek mai va ser presentada, emuladors de tercers com vMac, Basilisk II, i Executor, han permès executar el Mac OS Clàssic amb PC basats en els microprocessadors Intel. Aquests programes van ser limitats a emular la sèrie de processadors 68000 i la majoria, com a tal, no podia córrer les versions de Mac OS posteriors a la 8.1, que requereix processadors PowerPC. La majoria també requereix una "imatge" Mac ROM o una interfície de maquinari d'un veritable Mac ROM. Els que requereixen d'una imatge són de dubtós valor legal ja que la imatge ROM pot infringir la propietat intel·lectual d'Apple.
Una excepció notable va ser el programari comercial Executor de l'empresa Abacus Research & Development, l'únic producte que va usar exclusivament codi 100% mitjançant enginyeria inversa, sense l'ús de la tecnologia d'Apple. S'executava molt ràpid però mai va aconseguir més enllà d'un subconjunt menor de funcionalitats. Pocs programes van ser completament compatibles, i molts són molt propensos a sofrir falles si s'executaven. Executor va omplir un nínxol de mercat per transportar aplicacions Mac 68000 clàssic a les plataformes x86. El desenvolupament es va detenir l'any 2002 i el codi font va ser alliberat per l'autor a la fi de 2008.
Els emuladors que utilitzaven les imatges Mac ROM oferien gairebé completa compatibilitat amb Mac OS i les versions posteriors van oferir un excel·lent rendiment mentre l'acompliment dels moderns processadors x86 augmentava de manera exponencial.
La majoria dels usuaris d'ordinadors Macintosh ja havia començat a canviar-se a la plataforma PowerPC que oferia compatibilitat amb les versions del sistema operatiu 8.xx i 9.xx juntament amb suport de programari per al ràpid PowerPC. Això va ajudar a facilitar la transició a les aplicacions solament per PowerPC, mentre els emuladors prematurament obsolets de processadors 68000 i les aplicacions per a entorn Clàssic que elles suportaven bé, es perfeccionaven prou com per competir amb una veritable ordinador Mac.

## Emulació de PowerPC
Al moment del desenvolupament de l'emulador 68000, el suport a PowerPC va ser difícil de justificar no solament a causa del codi d'emulació en si, sinó també el gran rendiment previst d'una arquitectura emulada de PowerPC enfront d'una veritable Mac basada en PowerPC. Això més tard provaria ser correcte amb l'inici del projecte PearPC fins i tot anys després, malgrat la disponibilitat de la 7a. i 8a. generació de processadors x86 emprant paradigmes d'arquitectura similars als presents en PowerPC. Molts desenvolupadors d'aplicacions també van crear i van llançar versions per 68000 Classic i PowerPC simultàniament, ajudant a negar la necessitat de l'emulació de PowerPC. Usuaris de Mac amb PowerPC que tècnicament podien executar qualsevol de les dues opcions, òbviament van triar les aplicacions de PowerPC més ràpides. Aviat Apple ja no venia Macs basades en 68000, i la base instal·lada existent va començar a evaporar-se ràpidament. Malgrat l'eventual excel·lent tecnologia d'emulació 68000 disponible, van provar mai ser ni tan sols una amenaça menor a Macs reals a causa del seu retard en l'arribada i immaduresa fins i tot diversos anys després de la sortida de Macs basades en PowerPC molt més convincents.
L'emulador PearPC és capaç d'emular els processadors PowerPC requerits per les noves versions de Mac OS (com Mac OS X). Per desgràcia, encara està en les seves primeres etapes i, igual que molts emuladors, tendeix a ser molt més lent que un sistema operatiu natiu.
Durant la transició de PowerPC als processadors Intel, Apple es va adonar de la necessitat d'incorporar un emulador de PowerPC en Mac OS X amb la finalitat de protegir les inversions dels seus clients en programari dissenyat per executar-se en el PowerPC. La solució d'Apple és un emulador anomenat Rosetta. Abans de l'anunci de Rosetta, els observadors de la indústria van assumir que qualsevol emulador de PowerPC, corrent sobre un processador x86 sofriria un excessiu minvament de rendiment (per exemple, PearPC és de baix rendiment). Rosetta té un minvament de rendiment relativament menor, per la qual cosa va prendre per sorpresa a molts.
Un altre emulador de PowerPC és SheepShaver, que ha estat amb nosaltres des de 1998 per BeOS en la plataforma PowerPC però en 2002 va ser convertit a codi obert amb la finalitat d'aconseguir que fos executable en altres plataformes. Originalment no estava dissenyat per al seu ús en plataformes x86 i requeria un processador PowerPC real present en la màquina en què s'executava de manera similar a un hypervisor. A pesar que proporciona suport al processador PowerPC, solament pot executar fins a Mac OS 9.0.4, ja que no emula una unitat de maneig de memòria.
Altres exemples són ShapeShifter (pel mateix programador que va concebre SheepShaver), Fusion i iFusion. Aquest últim va córrer el Mac OS clàssic amb una targeta acceleradora "coprocessador" PowerPC. L'ús d'aquest mètode s'ha dit que iguala o millora la velocitat d'un equip Macintosh amb el mateix processador, especialment pel que fa a la sèrie m68k a causa de Macs reals executant-se en manera de desviament de MMU, obstaculitzant l'acompliment.

## Clons de Macintosh
Malgrat el que comunament es creu, Apple va arribar a llicenciar el seu sistema operatiu perquè altres fabricants fessin "Mac compatibles". Diversos fabricants van arribar a fabricar clons de Macintosh capaços d'executar Mac OS, en particular Power Computing, UMAX i Motorola. Aquestes màquines van executar diverses versions del sistema operatiu clàssic de Mac. Una de les primeres coses que va fer Steve Jobs a la seva volta a Apple en 1997 va ser tancar el programa de llicències de manera que de nou Apple va ser fabricant propietari d'HW i SW de la seva plataforma com l'havia estat abans.
En 2008 el fabricant nord-americà Psystar Corporation va anunciar un ordinador de baix cost (499 USD) que executava Mac OS X 10.5 Leopard. Amenaçats per les batalles legals, Psystar va denominar al seu sistema OpenMac i posteriorment Open Computer. Actualment Apple segueix en litigi amb aquesta companyia a la qual pretén fer pagar per danys i perjudicis, per cada clon venut i pels costos de la batalla legal.
En 2009 el fabricant HyperMegaNet UG va llançar un ordinador "Macintosh Compatible" sota la marca comercial PearC, basant-se en el fet que la llicència de programari no pot acceptar-se al no poder ser llegida abans d'adquirir el producte, ja que es troba dins de la caixa en la qual ve l'ordinador, per la qual cosa la part que apel·la a la no instal·lació d'OS X en maquinari que no sigui Apple és nul·la amb caràcter general, almenys a Alemanya.
També de forma no legal hi ha modificacions d'OS X que permeten la seva execució nativa en sobre determinats models de PC, la qual cosa és denominat Hackintosh.